# Губернии и области Российской империи по состоянию на 1914 год
Территория Российской империи традиционно географически делилась на Европейскую Россию, Привислинский край (Царство Польское), Кавказ, Сибирь, Среднеазиатские владения (Степные и Средне-Азиатские области) и Финляндию.

## Административное деление Российской империи

### Административное деление Европейской России
На 1914 год термин «Европейская Россия» официально применялся к 51 губернии и области (до образования в 1912 году Холмской губернии — к 50 губерниям).
Отличительной особенностью данного региона было то, что все входящие в него губернии (за исключением Области Войска Донского) управлялись по Общему учреждению губернскому (название законодательного акта), в то время как остальные части страны — по различным особенным учреждениям.
В состав Европейской России входили 50 губерний (Архангельская, Астраханская, Бессарабская, Виленская, Витебская, Владимирская, Вологодская, Волынская, Воронежская, Вятская, Гродненская, Екатеринославская, Казанская, Калужская, Киевская, Ковенская, Костромская, Курляндская, Курская, Лифляндская, Минская, Могилёвская, Московская, Нижегородская, Новгородская, Олонецкая, Оренбургская, Орловская, Пензенская, Пермская, Подольская, Полтавская, Псковская, Рязанская, Самарская, Санкт-Петербургская, Саратовская, Симбирская, Смоленская, Таврическая, Тамбовская, Тверская, Тульская, Уфимская, Харьковская, Херсонская, Холмская, Черниговская, Эстляндская, Ярославская), а также Область Войска Донского.
Внутри Европейской России выделялись Северо-Западный, Юго-Западный и Прибалтийский края.
К Северо-Западному краю относили 6 губерний: Виленскую, Ковенскую, Гродненскую, Минскую, Могилёвскую, Витебскую.
Юго-Западный край составляли 3 губернии: Киевская, Волынская и Подольская.
К Прибалтийскому краю (так называемым «Остзейским губерниям») принадлежали 3 губернии: Курляндская, Лифляндская, Эстляндская.
Кроме того, к собственно «малороссийским» официально относили 2 губернии: Черниговскую и Полтавскую.
На территории Европейской России имелись генерал-губернаторства: Московское (город Москва и Московская губерния) и Киевское (Волынская, Киевская и Подольская губернии). Кронштадт управлялся особым военным губернатором.
Города Санкт-Петербург, Москва, Севастополь, Керчь (Керчь-Еникальское), Одесса, Николаев, Ростов-на-Дону, Баку (а с июня 1914 года и Ялта) являлись градоначальствами.

### Административное деление Привислинского края (Царства Польского)
Царство Польское (термины «Привислинский край» и «Привислинские губернии» использовались в официальных документах начиная с эпохи императора Александра III) состояло из 9 губерний (Варшавская, Калишская, Келецкая, Ломжинская, Люблинская, Петроковская, Плоцкая, Радомская, Сувалкская).
До 1913 года существовала Седлецкая губерния, упразднённая при образовании Холмской губернии.
Все губернии Царства Польского входили в состав Варшавского генерал-губернаторства.

### Административное деление Кавказского края
В состав Кавказского края входили 7 губерний (Бакинская, Елизаветпольская (Елисаветпольская), Кутаисская, Ставропольская, Тифлисская, Черноморская, Эриванская), 5 областей (Батумская, Дагестанская, Карсская, Кубанская, Терская) и 2 округа (Сухумский и Закатальский).
В географическом отношении Терская и Кубанская области, Ставропольская и Черноморская губернии относились к Северному Кавказу, остальные регионы — к Закавказью (включая Дагестанскую область, географически в Закавказье не входившую).
Город Баку являлся градоначальством.
Все регионы, кроме Ставропольской губернии, и город Баку входили в состав Кавказского наместничества.
Ставропольская губерния, хотя и входила в состав Кавказского края, не отличалась по своему управлению от губерний Европейской России.

### Административное деление Сибири
Сибирь делилась на 4 губернии (Енисейская, Иркутская, Тобольская, Томская) и 6 областей (Амурская, Забайкальская, Камчатская, Приморская, Сахалинская, Якутская).
На территории Сибири существовали генерал-губернаторства: Иркутское (Иркутская и Енисейская губернии, Забайкальская и Якутская области) и Приамурское (Амурская, Камчатская, Приморская, Сахалинская области).

### Административное деление Среднеазиатских владений
Среднеазиатские владения (или более полное наименование — «Степные и Средне-Азиатские области») состояли из 9 областей (Акмолинская, Закаспийская, Самаркандская, Семипалатинская, Семиреченская, Сыр-Дарьинская, Тургайская, Уральская, Ферганская).
Часть областей была объединена в генерал-губернаторства: Туркестанское (Закаспийская, Самаркандская, Семиреченская, Сыр-Дарьинская, Ферганская области) и Степное (Акмолинская и Семипалатинская области). К Степному генерал-губернаторству часто применялось обозначение «Степной край», а к Туркестанскому — «Туркестан».

### Административное деление Финляндии
Финляндия (Великое княжество Финляндское) состояла из 8 губерний (Або-Бьёрнеборгской, Вазаской, Выборгской, Куопиоской, Нюландской, Санкт-Михельской, Тавастгуской (Тавастгусской), Улеаборгской). Все эти губернии входили в состав Финляндского генерал-губернаторства.

## Административные единицы, сгрупированные по особенностям государственного управления

### Губернии, управляемые по «Общему учреждению губернскому»
«Общее учреждение губернское» описывало стандартную унифицированную структуру губернского управления с губернатором, вице-губернатором, губернским правлением и прочими губернскими учреждениями (см. Губернские учреждения). Многие законодательные акты Российской империи вводились в действие только для губерний, управляемых по «Общему губернскому учреждению».
По «Общему учреждению губернскому» управлялись на 1913 год 49 губерний: (Архангельская, Астраханская, Бессарабская, Виленская, Витебская, Владимирская, Вологодская, Волынская, Воронежская, Вятская, Гродненская, Екатеринославская, Казанская, Калужская, Киевская, Ковенская, Костромская, Курляндская, Курская, Лифляндская, Минская, Могилевская, Московская, Нижегородская, Новгородская, Олонецкая, Оренбургская, Орловская, Пензенская, Пермская, Подольская, Полтавская, Псковская, Рязанская, Самарская, Санкт-Петербургская, Саратовская, Симбирская, Смоленская, Таврическая, Тамбовская, Тверская, Тульская, Уфимская, Харьковская, Херсонская, Черниговская, Эстляндская, Ярославская), то есть все регионы Европейской России, кроме Области Войска Донского.

### Губернии и области, управляемые по особенным учреждениям
По «Учреждению об управлении губерний Царства Польского» управлялись 9 губерний: Варшавская, Калишская, Келецкая, Ломжинская, Люблинская, Петроковская, Плоцкая, Радомская, Сувалкская. До 1913 года существовала Седлецкая губерния, упраздненная при образовании Холмской губернии. Все эти регионы составляли Варшавское генерал-губернаторство. Холмская губерния управлялась по тому же уложению, но с некоторыми модификациями, так как не подчинялась Варшавскому генерал-губернатору.
По «Учреждению управления Кавказского края» управлялись 13 регионов: губернии Бакинская, Елизаветпольская (Елисаветпольская), Кутаисская, Тифлисская, Черноморская, Эриванская, области Батумская, Дагестанская, Карсская, Кубанская, Терская и округи Сухумский и Закатальский. Все эти регионы составляли Кавказское наместничество. Управление Черноморской губернией имело свои особенности.
Ставропольская губерния управлялась по тому же Учреждению, но с изъятием её из власти кавказского наместника (с 1899 года).
Закаспийская область управлялась по особенному «Временному положению по управлению Закаспийской областью».
Сыр-Дарьинская, Ферганская и Самаркандская области управлялись по «Положению об управлении Туркестанского края».
Положение «Об управлении областей Акмолинской, Семипалатинской, Семиреченской, Уральской и Тургайской» устанавливало особые правила управления этими пятью регионами.
«Учреждение Сибирское» устанавливало порядок управления 10 регионами Сибири. Внутри этого документа для различных частей Сибири устанавливались различные порядки управления. По организации государственного управления Сибирь разделялась на следующие территории:
- Иркутское генерал-губернаторство (Иркутская и Енисейская губернии, Забайкальская и Якутская области), причём для Забайкальской области, Енисейской и Иркутской губернии, Якутской области действовал ряд дополнительных, особых для каждой правил;
- Приамурское (Амурская, Камчатская, Приморская, Сахалинская области), причём для Амурской, Приморской и Сахалинской областей действовали дополнительные, особые для каждой правила;
- Тобольская и Томская губернии.

Управление Финляндией, имевшей собственную конституцию и сейм, было полностью обособлено от всей остальной империи.

### Губернии с земскими учреждениями
На момент издания «Положения о губернских и уездных земских учреждениях» 1890 года таковые учреждения существовали в 34 губерниях Европейской России, так называемых староземских губерниях, (Бессарабской, Владимирской, Вологодской, Воронежской, Вятской, Екатеринославской, Казанской, Калужской, Костромской, Курской, Московской, Нижегородской, Новгородской, Олонецкой, Орловской, Пензенской, Пермской, Полтавской, Псковской, Рязанской, Самарской, Санкт-Петербургской, Саратовской, Симбирской, Смоленской, Таврической, Тамбовской, Тверской, Тульской, Уфимской, Харьковской, Херсонской, Черниговской и Ярославской).
В 1903 году было принято «Положение об управлении земским хозяйством в губерниях Витебской, Волынской, Киевской, Минской, Могилёвской, Подольской», по которому в указанных неземских губерниях вводился модифицированный порядок земского управления, с назначением всех членов земских управ и земских гласных от правительства. Данный порядок был признан неудачным, после чего с 1910 года разрабатывался законопроект о введении в этих губерниях выборных земских учреждений, но также с исключениями из общего порядка, направленными на отстранение от участия в земствах польских землевладельцев. Принятие данного закона в 1911 году сопровождалось острым политическим кризисом (см. Закон о земстве в западных губерниях). Выборное земство в этих шести губерниях действовало с 1912 года.
В 1912 году были приняты законы о введении с 1913 года выборных земств в Астраханской, Оренбургской и Ставропольской (административно относилась к Кавказскому краю) губерниях.

## Перечень административных единиц Российской империи
На 1914 год Российская империя состояла из 101 административно-территориальной единицы: 78 губерний (в том числе 8 финляндских), 21 области и 2 округов.
Некоторые из губерний и областей были объединены в 8 генерал-губернаторств, а город Кронштадт управлялся военным губернатором. Девять городов являлись градоначальствами.

### Перечень губерний
Губернии и области Российской империи с уездным, окружным и иным делением на 1914 год. В скобках указаны даты существования губерний и наименования центров административных единиц, отличные от названий губерний, уездов, округов.
- Або-Бьёрнеборгская губерния Финляндии (с 1811 г.; Або);
- Архангельская губерния (с 1796 г.): Александровский, Архангельский, Кемский, Мезенский, Онежский, Печорский (с. Усть-Цильма), Пинежский, Холмогорский и Шенкурский уезды;
- Астраханская губерния (с 1717 г.): Астраханский, Енотаевский, Красноярский, Царевский и Черноярский уезды;
- Бакинская губерния (с 1859 г.): Бакинский, Геокчайский, Джеватский (местечко Сальяны), Кубинский, Ленкоранский и Шемахинский уезды;
- Бессарабская губерния (с 1873 г.; Кишинёв): Аккерманский, Бельцкий, Бендерский, Измаильский, Кишинёвский, Оргеевский, Сорокский и Хотинский уезды;
- Вазаская губерния Финляндии (с 1809 г.);
- Варшавская губерния Царства Польского (с 1837 года, до 1844 года называлась Мазовецкой);
- Виленская губерния (1795—1797 гг., с 1802 г.): Вилейский, Виленский, Дисненский, Лидский, Ошмянский, Свенцянский и Трокский уезды;
- Витебская губерния (с 1802 г.): Велижский, Витебский, Городокский, Двинский, Дриссенский, Лепельский, Люцинский, Невельский, Полоцкий, Режицкий и Себежский уезды
- Владимирская губерния (1778 г., с 1796 г.): Александровский, Владимирский, Вязниковский, Гороховецкий, Ковровский, Меленковский, Муромский, Переславский, Покровский, Судогодский, Суздальский, Шуйский и Юрьевский уезды;
- Вологодская губерния: Вельский, Вологодский, Грязовецкий, Кадниковский, Никольский, Сольвычегодский, Тотемский, Усть-Сысольский, Устюжский (Великий Устюг) и Яренский уезды;
- Волынская губерния (Житомир): Владимир-Волынский, Дубенский, Житомирский, Изяславский, Ковельский, Кременецкий, Луцкий, Новоград-Волынский, Овручский, Острожский, Ровенский и Староконстантиновский уезды;
- Воронежская губерния (1725—1779 гг., с 1796 г.): Бирючский, Бобровский, Богучарский, Валуйский, Воронежский, Задонский, Землянский, Коротоякский, Нижнедевицкий, Новохоперский, Острогожский и Павловский уезды;
- Выборгская губерния Финляндии (с 1811 г.);
- Вятская губерния: Вятский, Глазовский, Елабужский, Котельнический, Малмыжский, Нолинский, Орловский, Сарапульский, Слободской, Уржумский и Яранский уезды;
- Гродненская губерния: Белостокский, Бельский, Брест-Литовский, Волковысский, Гродненский, Кобринский, Пружанский, Слонимский и Сокольский уезды;
- Екатеринославская губерния (с 1802 г.): Александровский, Бахмутский, Верхнеднепровский, Екатеринославский, Мариупольский, Новомосковский, Павлоградский и Славяносербский (Луганск) уезды;
- Елизаветпольская губерния (с 1868 г.): Арешский (с. Агдаш), Джеванширский (ст. Тертер), Елизаветпольский, Зангезурский (Герюсы), Казахский, Карягинский, Нухинский и Шушинский уезды;
- Енисейская губерния (с 1822 г.; Красноярск): Ачинский, Енисейский, Канский, Красноярский, Минусинский уезды и Туруханское отдельное управление;
- Иркутская губерния (с 1764 г.): Балаганский, Верхоленский, Иркутский, Киренский и Нижнеудинский уезды;
- Казанская губерния (1708—1781 гг., с 1796 г.): Казанский, Козьмодемьянский, Лаишевский, Мамадышский, Свияжский, Спасский, Тетюшский, Царевококшайский, Цивильский, Чебоксарский, Чистопольский и Ядринский уезды;
- Калишская губерния Царства Польского (1837—1844 годы, вновь учреждена в 1867 году);
- Калужская губерния: Боровский, Жиздринский, Калужский, Козельский, Лихвинский, Малоярославецкий, Медынский, Мещовский, Мосальский, Перемышльский и Тарусский уезды;
- Келецкая губерния Царства Польского (1842—1844 годы, вновь учреждена в 1867 году);
- Киевская губерния (1708—1781 гг., с 1796 г.): Бердичевский, Васильковский, Звенигородский, Каневский, Киевский, Липовецкий, Радомысльский, Сквирский, Таращанский, Уманский, Черкасский и Чигиринский уезды;
- Ковенская губерния (с 1842 г.): Вилькомирский, Ковенский, Новоалександровский, Поневежский, Россиенский, Тельшевский и Шавельский уезды;
- Костромская губерния (с 1778 г.): Буйский, Варнавинский, Ветлужский, Галичский, Кинешемский, Кологривский, Костромской, Макарьевский, Нерехтский, Солигаличский, Чухломской и Юрьевецкий уезды;
- Курляндская губерния (с 1796 г.; Митава): Бауский, Виндавский, Газенпотский, Гольдингенский, Гробинский, Иллукстский, Митавский, Тальсенский, Туккумский, Фридрихштадтский уезды;
- Куопиоская губерния Финляндии;
- Курская губерния (с 1796 г.): Белгородский, Грайворонский, Дмитриевский, Корочанский, Курский, Льговский, Новооскольский, Обоянский, Путивльский, Рыльский, Старооскольский, Суджанский, Тимский, Фатежский и Щигровский уезды;
- Кутаисская губерния: Зугдидский, Кутаисский, Лечхумский, Озургетский, Рачинский, Сенакский и Шорапанский уезды;
- Лифляндская губерния (Рига): Валкский, Венденский, Верроский, Вольмарский, Перновский, Рижский, Феллинский, Юрьевский и Эзельский (Аренсбург) уезды;
- Ломжинская губерния Царства Польского (с 1867 года);
- Люблинская губерния Царства Польского (с 1837 года);
- Минская губерния (1793—1795 гг., с 1796 г.): Бобруйский, Борисовский, Игуменский, Минский, Мозырский, Новогрудский, Пинский, Речицкий и Слуцкий уезды;
- Могилёвская губерния (1773—1778 гг., с 1802 г.): Быховский, Гомельский, Горецкий, Климовичский, Могилёвский, Мстиславский, Оршанский, Рогачёвский, Сенненский, Чаусский и Чериковский уезды;
- Московская губерния (с 1708 г.): Богородский, Бронницкий, Верейский, Волоколамский, Дмитровский, Звенигородский, Клинский, Коломенский, Можайский, Московский, Подольский, Рузский и Серпуховский уезды;
- Нижегородская губерния (1719—1779 гг., с 1796 г.): Ардатовский, Арзамасский, Балахнинский, Васильсурский, Горбатовский, Княгининский, Лукояновский, Макарьевский, Нижегородский, Семеновский и Сергачский уезды;
- Новгородская губерния (1727—1776 гг., с 1796 г.): Белозерский, Боровичский, Валдайский, Демянский, Кирилловский, Крестецкий, Новгородский, Старорусский, Тихвинский, Устюжский и Череповецкий уезды;
- Нюландская губерния Финляндии (с 1831 года, Гельсингфорс);
- Олонецкая губерния (с 1801 г.; Петрозаводск): Вытегорский, Каргопольский, Лодейнопольский, Олонецкий, Петрозаводский, Повенецкий и Пудожский уезды;
- Оренбургская губерния (с 1796 г.): Верхнеуральский, Оренбургский, Орский, Троицкий и Челябинский уезды;
- Орловская губерния (с 1796 г.): Болховский, Брянский, Дмитровский, Елецкий, Карачевский, Кромской, Ливенский, Малоархангельский, Мценский, Орловский, Севский и Трубчевский уезды;
- Пензенская губерния (1796—1797 гг., с 1801 г.): Городищенский, Инсарский, Керенский, Краснослободский, Мокшанский, Нижнеломовский, Наровчатский, Пензенский, Саранский и Чембарский уезды;
- Пермская губерния (c 1796 г.): Верхотурский, Екатеринбургский, Ирбитский, Камышловский, Красноуфимский, Кунгурский, Осинский, Оханский, Пермский, Соликамский, Чердынский и Шадринский уезды;
- Петроковская губерния Царства Польского;
- Плоцкая губерния Царства Польского;
- Подольская губерния (Каменец-Подольск): Балтский, Брацлавский, Винницкий, Гайсинский, Каменец-Подольский, Летичевский, Литинский, Могилёвский, Новоушитский, Ольгопольский, Проскуровский и Ямпольский уезды;
- Полтавская губерния: Гадячский, Зеньковский, Золотоношский, Кобелякский, Константиноградский, Кременчугский, Лохвицкий, Лубенский, Миргородский, Переяславский, Пирятинский, Полтавский, Прилукский, Роменский и Хорольский уезды;
- Псковская губерния: Великолукский, Новоржевский, Опочецкий, Островский, Порховский, Псковский, Торопецкий и Холмский уезды;
- Радомская губерния Царства Польского (с 1844 г.);
- Рязанская губерния (с 1796 г.): Данковский, Егорьевский, Зарайский, Касимовский, Михайловский, Пронский, Раненбургский, Ряжский, Рязанский, Сапожковский, Скопинский и Спасский уезды;
- Самарская губерния (с 1850 г.): Бугульминский, Бугурусланский, Бузулукский, Николаевский, Новоузенский, Самарский и Ставропольский уезды;
- Санкт-Михельская губерния Финляндии;
- Санкт-Петербургская губерния (с 1708 г.): Гдовский, Лужский, Новоладожский, Петергофский, Санкт-Петербургский, Царскосельский, Шлиссельбургский и Ямбургский уезды;
- Саратовская губерния (с 1797 г.): Аткарский, Балашовский, Вольский, Камышинский, Кузнецкий, Петровский, Саратовский, Сердобский, Хвалынский и Царицынский уезды;
- Седлецкая губерния Царства Польского (1867—1912 гг., после упразднения разделена между образуемой Холмской губернией и существующими Ломжинской и Люблинской губерниями);
- Симбирская губерния (с 1796 г.): Алатырский, Ардатовский, Буинский, Карсунский, Курмышский, Сенгилеевский, Симбирский и Сызранский уезды;
- Смоленская губерния: Бельский, Вяземский, Гжатский, Дорогобужский, Духовщинский, Ельнинский, Краснинский, Поречский, Рославльский, Смоленский, Сычёвский и Юхновский уезды;
- Ставропольская губерния: Александровский, Благодарненский, Медвеженский, Святокрестовский и Ставропольский уезды;
- Сувалкская губерния Царства Польского (с 1867 г.);
- Тавастгуская (Тавастгусская) губерния Финляндии (с 1831 года);
- Таврическая губерния (с 1802 г.; Симферополь): Бердянский, Днепровский (Алёшки), Евпаторийский, Мелитопольский, Перекопский, Симферопольский, Феодосийский и Ялтинский уезды;
- Тамбовская губерния (с 1796 г.): Борисоглебский, Елатомский, Кирсановский, Козловский, Лебедянский, Липецкий, Моршанский, Спасский, Тамбовский, Темниковский, Усманский и Шацкий уезды;
- Тверская губерния: Бежецкий, Весьегонский, Вышневолоцкий, Зубцовский, Калязинский, Кашинский, Корчевский, Новоторжский (Торжок), Осташковский, Ржевский, Старицкий и Тверской уезды;
- Тифлисская губерния (с 1849 г.): Ахалкалакский, Ахалцихский, Борчалинский (с. Шулаверы), Горийский, Душетский, Сигнахский, Телавский, Тионетский и Тифлисский уезды;
- Тобольская губерния: Берёзовский, Ишимский, Курганский, Сургутский, Тарский, Тобольский, Туринский, Тюкалинский, Тюменский и Ялуторовский уезды;
- Томская губерния: Барнаульский, Бийский, Змеиногорский, Каинский, Кузнецкий, Мариинский и Томский уезды;
- Тульская губерния: Алексинский, Белёвский, Богородицкий, Венёвский, Епифанский, Ефремовский, Каширский, Крапивенский, Новосильский, Одоевский, Тульский и Чернский уезды;
- Улеаборгская губерния Финляндии;
- Уфимская губерния (с 1865 г.): Белебеевский, Бирский, Златоустовский, Мензелинский, Стерлитамакский и Уфимский уезды;
- Харьковская губерния (с 1835 г.): Ахтырский, Богодуховский, Валковский, Волчанский, Змиевский, Изюмский, Купянский, Лебединский, Старобельский, Сумской и Харьковский уезды;
- Херсонская губерния (с 1803 г.): Александрийский, Ананьевский, Елисаветградский, Одесский, Тираспольский и Херсонский уезды;
- Холмская губерния (организована в 1912 году из частей Люблинской и Седлецкой губерний);
- Черниговская губерния (с 1796 г.): Борзнянский, Глуховский, Городнянский, Козелецкий, Конотопский, Кролевецкий, Мглинский, Нежинский, Новгород-Северский, Ново-Зыбковский, Остёрский, Сосницкий, Стародубский, Суражский и Черниговский уезды;
- Черноморская губерния (с 1896 г.; Новороссийск): Новороссийский, Сочинский и Туапсинский округа;
- Эриванская губерния (с 1849 г.): Александропольский, Нахичеванский, Новобаязетский, Сурмалинский, Шаруро-Даралагезский, Эриванский и Эчмиадзинский уезды;
- Эстляндская губерния (с 1783 г.; Ревель): Везенбергский, Вейсенштейнский, Гапсальский и Ревельский уезды;
- Ярославская губерния (с 1796 г.): Даниловский, Любимский, Мологский, Мышкинский, Пошехонский, Романово-Борисоглебский, Ростовский, Рыбинский, Угличский и Ярославский уезды.

### Перечень областей
- Акмолинская область (с 1868 г.; Омск): Акмолинский, Атбасарский, Кокчетавский, Омский, Петропавловский уезды (Тарский, Татарский, Тюкалинский, Калачинский, Славгородский[16]);
- Амурская область (с 1858 г.; Благовещенск): Амурский уезд и Округ Амурского казачьего войска;
- Батумская область (в 1878—1883 гг., с 1903 г.; Батум): Артвинский и Батумский округа;
- Дагестанская область (с 1860 г.; Темир-Хан-Шура): Аварский, Андийский, Гунибский, Даргинский, Казикумухский, Кайтаго-Табасаранский, Кюринский, Самурский и Темир-Хан-Шуринский округа;
- Забайкальская область (с 1851 г.; Чита): Акшинский, Баргузинский, Верхнеудинский, Нерчинский, Селенгинский, Троицкосавский и Читинский уезды;
- Закаспийская область (с 1882 г.; Асхабад): Асхабадский, Красноводский, Мангышлакский, Мервский и Тедженский уезды;
- Камчатская область (1849—1856 гг., с 1909 г.; Петропавловск): Анадырский, Гижигинский, Командорский, Охотский, Петропавловский и Чукотский уезд;
- Карсская область (с 1854 г.): Карсский, Ардаганский, Кагызманский и Ольтинский округа;
- Кубанская область (с 1860 г.; Екатеринодар): Баталпашинский, Ейский, Екатеринодарский, Кавказский, Лабинский, Майкопский и Темрюкский отделы;
- Область Войска Донского (с 1870 г.; Новочеркасск): Донецкий (станица Каменская), 1-й Донской (станица Константиновская), 2-й Донской (станица Нижнечирская), Ростовский, Сальский (станица Великокняжеская), Таганрогский, Усть-Медведицкий, Хопёрский (станица Урюпинская) и Черкасский (Новочеркасск) округа;
- Приморская область (с 1856 г.; Владивосток): Иманский, Николаевский, Никольск-Уссурийский, Ольгинский, Удский (Николаевск) и Хабаровский уезды;
- Самаркандская область (с 1887 г.): Джизакский, Каттакурганский, Самаркандский и Ходжентский уезды;
- Сахалинская область (с 1909 г.; Александровск): Александровский, Тымовский участки и Удский округ;
- Семипалатинская область (с 1854 г.): Зайсанский, Каркаралинский, Павлодарский, Семипалатинский и Усть-Каменогорский уезды;
- Семиреченская область (с 1867 г.; Верный): Верненский, Джаркентский, Копальский, Лепсинский, Пишпекский и Пржевальский уезды;
- Сыр-Дарьинская область (с 1867 г.; Ташкент): Аулиеатинский, Казалинский, Перовский, Ташкентский и Чимкентский уезды и Амударьинский отдел;
- Терская область (с 1860 г.; Владикавказ): Веденский, Владикавказский, Грозненский, Нальчикский, Назрановский и Хасавюртовский округа;
- Тургайская область (с 1868 г.; областные власти временно находились в Оренбурге, не входившем в состав области): Актюбинский, Иргизский, Кустанайский и Тургайский уезды;
- Уральская область (с 1868 г.): Гурьевский, Лбищенский, Темирский и Уральский уезды;
- Ферганская область (с 1876 г.; Скобелев): Андижанский, Кокандский, Маргеланский, Наманганский и Ошский уезды;
- Якутская область (с 1851 г.): Верхоянский, Вилюйский, Колымский, Олёкминский и Якутский округа.

### Перечень округов (не входивших в состав губерний и областей)
- Сухумский округ (с 1883 года);
- Закатальский округ (с 1859 года).

### Перечень генерал-губернаторств
- Варшавское — с 1874 года;
- Иркутское — с 1887 года;
- Киевское — с 1832 года;
- Московское — с 1782 года;
- Приамурское — с 1884 года;
- Степное — с 1882 года;
- Туркестанское — с 1867 года;
- Финляндское — с 1809 года.

### Перечень градоначальств
- Бакинское (с 1906 года);
- Керчь-Еникальское (с 1821 года);
- Московское (с 1905 года);
- Николаевское (с 1900 года);
- Одесское (с 1802 года);
- Ростовское-на-Дону (с 1904 года);
- Санкт-Петербургское (с 1873 года);
- Севастопольское (с 1872 года);
- Ялтинское (с 1914 года).